# Pławniowice
Pławniowice (deutsch: Plawniowitz, 1936–1945 Flößingen) ist ein Ort in der Landgemeinde Rudziniec (Rudzinitz) im Powiat Gliwicki der Woiwodschaft Schlesien in Polen.

## Geografie

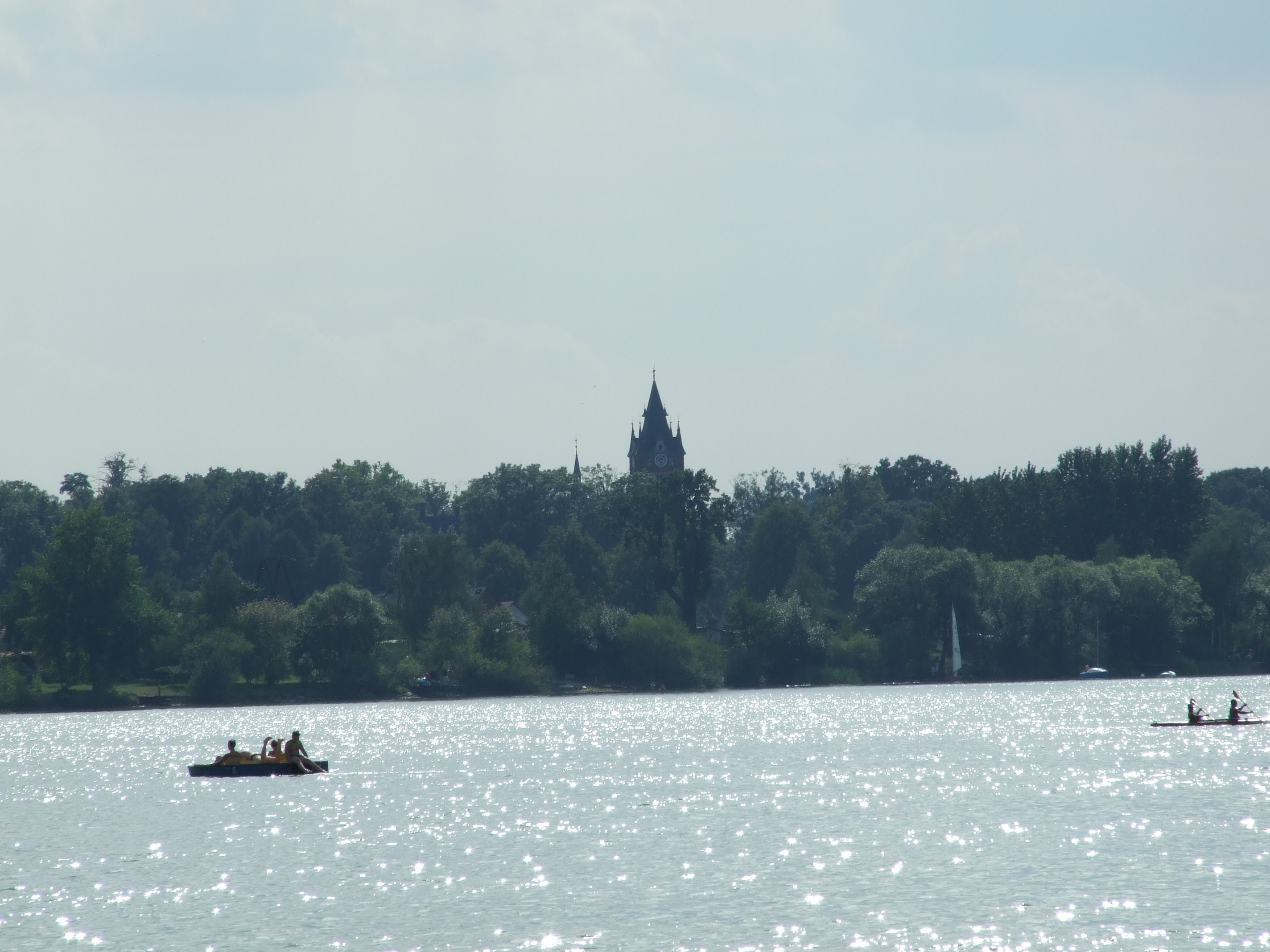
See in Pławniowice

Pławniowice liegt sechs Kilometer nordöstlich von Rudziniec, 19 Kilometer nordwestlich von Gliwice und 41 Kilometer westlich von Kattowitz zwischen der Klodnitz, dem Gleiwitzer Kanal und dem Pławniowice-See im Norden und der Autostrada A4 im Süden.
Nachbarorte von Pławniowice sind im Westen Łany (Lohnia), im Osten Taciszów (Tatischau) und im Südwesten Rudziniec (Rudzinitz).

## Geschichte

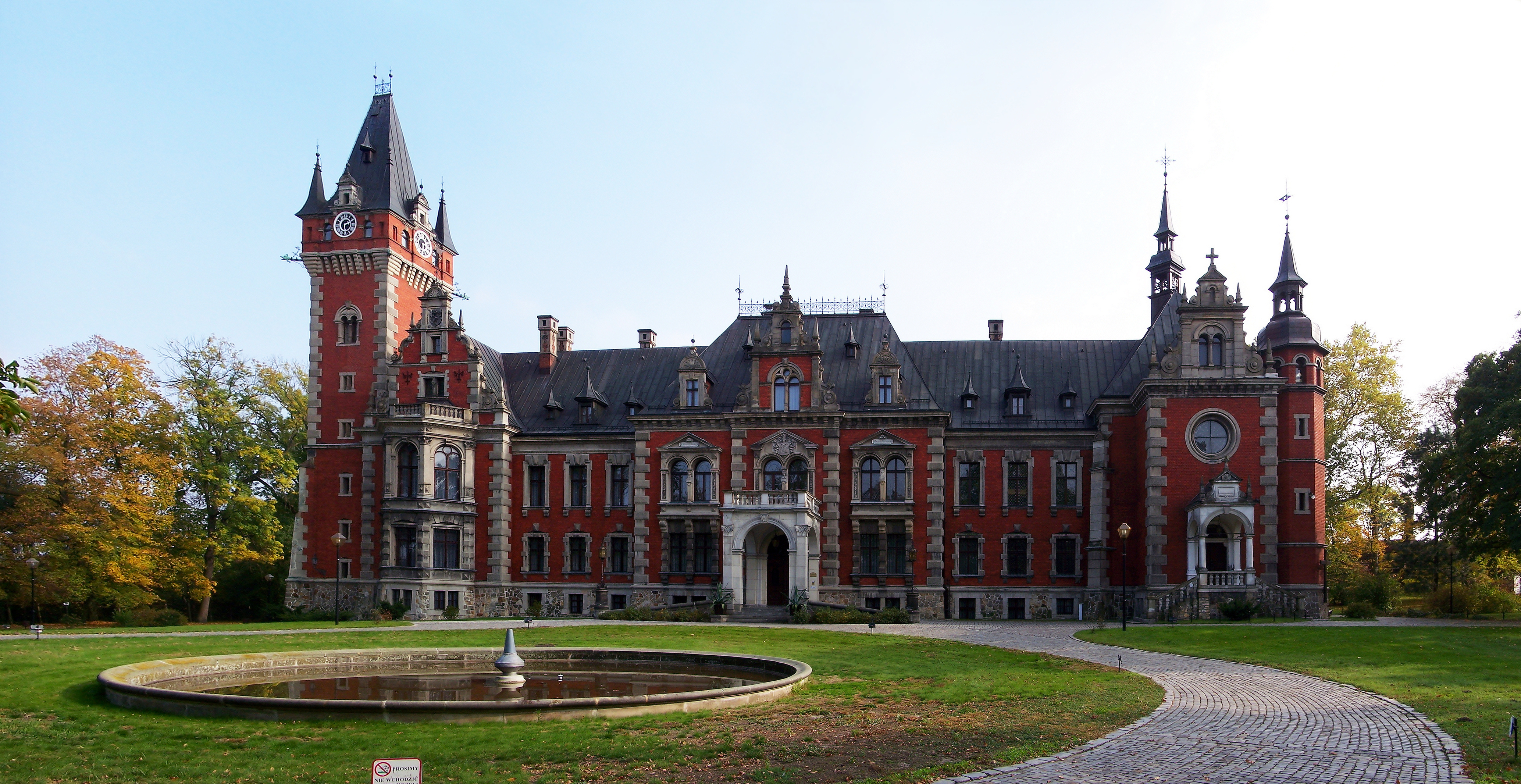
Schloss Plawniowitz

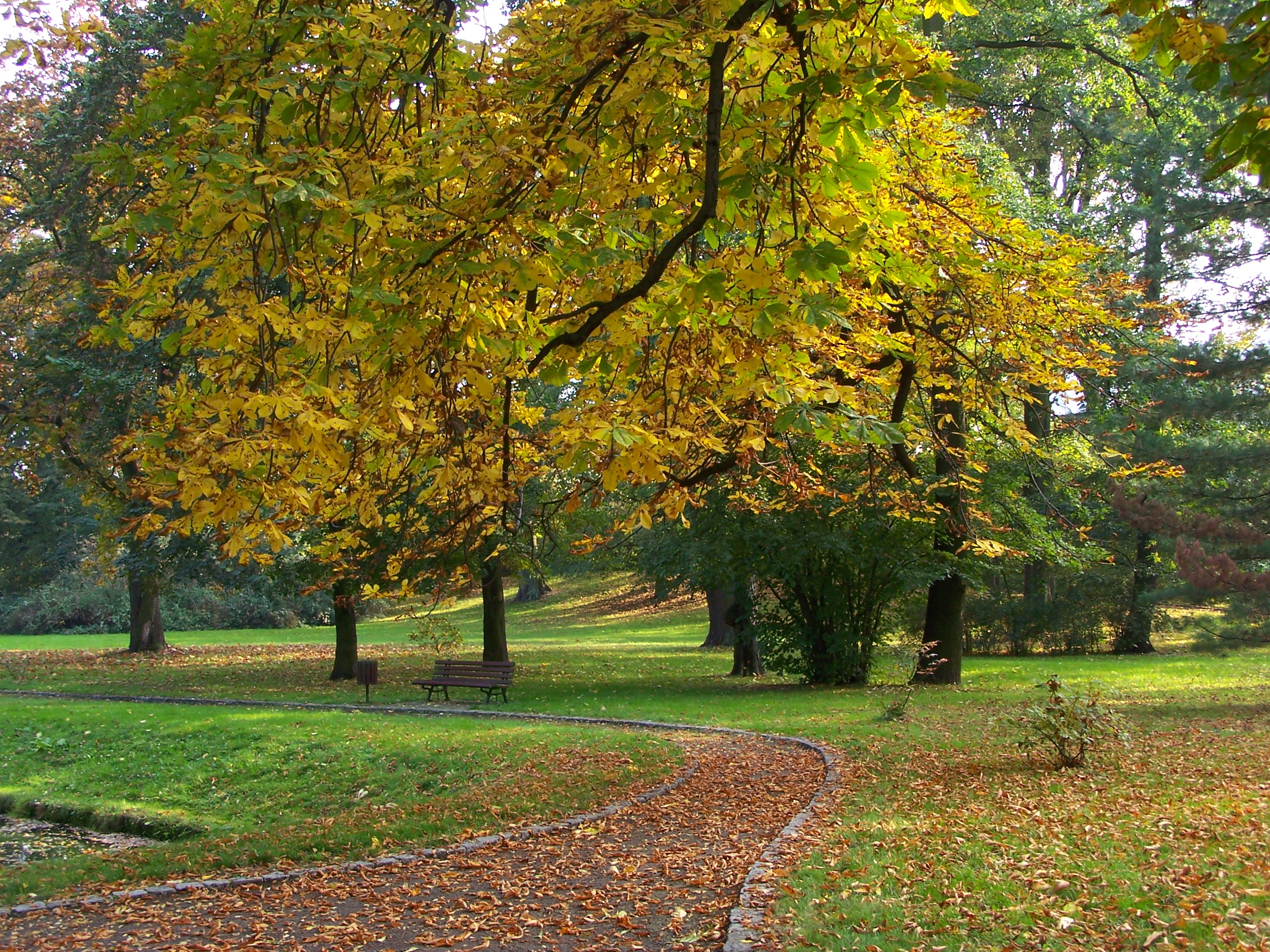
Schlosspark

Die Gegend war schon in altslawischer Zeit um 600 n. Chr. besiedelt. Nach dem Mongoleneinbruch 1241 und der anschließenden Verwüstung und Verödung wurden deutsche Siedler und adlige Lokatoren mit Privilegien ins Land gezogen, um dieses wieder zu kultivieren. Es unterstand wechselnd den Herzogtümern Oppeln, Groß-Strehlitz und Beuthen, die allesamt dem böhmischen König lehnsuntertänig waren. 1317 ist ein Ritter Markus von Plawniowitz urkundlich nachgewiesen. Seit dem ausgehenden Mittelalter wurde das örtlich vorkommende Raseneisenerz verhüttet. Die 1648 erwähnte Gutsbesitzerfamilie von Trach betrieb auch einen Hammer und eine Hütte. 1732 wird ein hufeisenförmiges Herrenhaus als einstöckiger Holzbau erwähnt, der den Freiherren von Goertz und Astein gehörte. 1737 erwarb Franz Wolfgang Freiherr von Stechow den Besitz und erbaute 1740 ein zweistöckiges gemauertes Haus mit Kapelle. 1798 ging das Majorat Plawniowitz mit Ruda und Biskupitz auf Graf Carl Franz von Ballestrem über, dessen Mutter eine Schwester des letzten Stechow war. Zwischen 1882 und 1885 ließ Graf Franz von Ballestrem das bis heute bestehende Schloss Plawniowitz im Stil der Neorenaissance errichten.
Bei der Volksabstimmung in Oberschlesien am 20. März 1921 stimmten 222 Wahlberechtigte für einen Verbleib bei Deutschland und 437 für Polen. Plawniowitz verblieb beim Deutschen Reich. 1933 lebten im Ort 1284 Einwohner. Am 12. Februar 1936 wurde der Ort in Flößingen umbenannt. 1939 hatte der Ort 1359 Einwohner. Bis 1945 befand sich der Ort im Landkreis Tost-Gleiwitz.
1945 kam der bisher deutsche Ort unter polnische Verwaltung und wurde in Pławniowice umbenannt und der Woiwodschaft Schlesien angeschlossen. Das Schloss wurde 1945 von der Roten Armee okkupiert und diente kurze Zeit als Hauptquartier von Marschall Iwan Stepanowitsch Konew, was eine Verwüstung verhinderte. Die Grafen Ballestrem wurden vertrieben und enteignet. 1950 kam der Ort zur Woiwodschaft Kattowitz. Das Schloss wurde zum provisorischen Kloster der aus Lemberg vertriebenen Benediktinerinnen und später auch der Augustiner aus Breslau, 1978 übernahm es das Bistum Oppeln, das ab 1993 eine Sanierung durchführte und den Bau bis heute als kirchliches Bildungshaus nutzt. 1999 kam der Ort zur Woiwodschaft Schlesien und zum Powiat Krapkowicki.

## Sehenswürdigkeiten
- Speicher aus dem Jahr 1888
- Pławniowice-See
- Schloss- und Parkanlage aus den Jahren 1881 bis 1884
- Denkmal des Grafen Giovanni Battista Angelo Ballestrem di Castellengo

## Bildung
- Grundschule

## Söhne und Töchter des Ortes
- Graf Franz von Ballestrem (1834–1910), Reichstagspräsident